# Ciecierzyn (gromada)
Ciecierzyn – dawna gromada, czyli najmniejsza jednostka podziału terytorialnego Polskiej Rzeczypospolitej Ludowej w latach 1954–1972.
Gromady, z gromadzkimi radami narodowymi (GRN) jako organami władzy najniższego stopnia na wsi, funkcjonowały od reformy reorganizującej administrację wiejską przeprowadzonej jesienią 1954 do momentu ich zniesienia z dniem 1 stycznia 1973, tym samym wypierając organizację gminną w latach 1954–1972.
Gromadę Ciecierzyn z siedzibą GRN w Ciecierzynie utworzono – jako jedną z 8759 gromad na obszarze Polski – w powiecie lubartowskim w woj. lubelskim na mocy uchwały nr 11 WRN w Lublinie z dnia 5 października 1954. W skład jednostki weszły obszary dotychczasowych gromad Ciecierzyn, Baszki, Ludwinów, Dys i Elizówka ze zniesionej gminy Niemce w powiecie lubartowskim, a także obszar dotychczasowej gromady Łagiewniki oraz miejscowość Boduszyn kol. z dotychczasowej gromady Pliszczyn ze zniesionej gminy Wólka w powiecie lubelskim w tymże województwie. Dla gromady ustalono 27 członków gromadzkiej rady narodowej.
1 stycznia 1956 gromadę włączono do powiatu lubelskiego w tymże województwie.
1 stycznia 1962 do gromady Ciecierzyn włączono wieś i kolonię Jakubowice z gromady Krasienin w tymże powiecie.
1 stycznia 1963 z gromady Ciecierzyn wyłączono wieś i kolonię Jakubowice, włączając je z powrotem do gromady Krasienin w tymże powiecie.
Gromada przetrwała do końca 1972 roku, czyli do kolejnej reformy gminnej.